# Le Pradet
Le Pradet este o comună în departamentul Var din sud-estul Franței. În 2009 avea o populație de 3.694 de locuitori.

## Evoluția populației
| An        | 1975  | 1982  | 1990  | 1999  | 2006  | 2009  |
| --------- | ----- | ----- | ----- | ----- | ----- | ----- |
| Populație | 1.688 | 2.055 | 2.704 | 3.441 | 3.677 | 3.694 |